# Gérard Sturla
Gérard Sturla (Izeaux, 31 luglio 1930 – Décines-Charpieu, 24 aprile 2006) è stato un cestista e allenatore di pallacanestro francese.

## Carriera
Con la Francia ha disputato i Giochi olimpici di Melbourne 1956 e i Campionati europei del 1957.

## Palmarès

### Giocatore
- Campionato francese: 4

ASVEL: 1951-52, 1954-55, 1955-56, 1956-57
- Coppa di Francia: 1

ASVEL: 1953, 1957